# Brijesh Lawrence

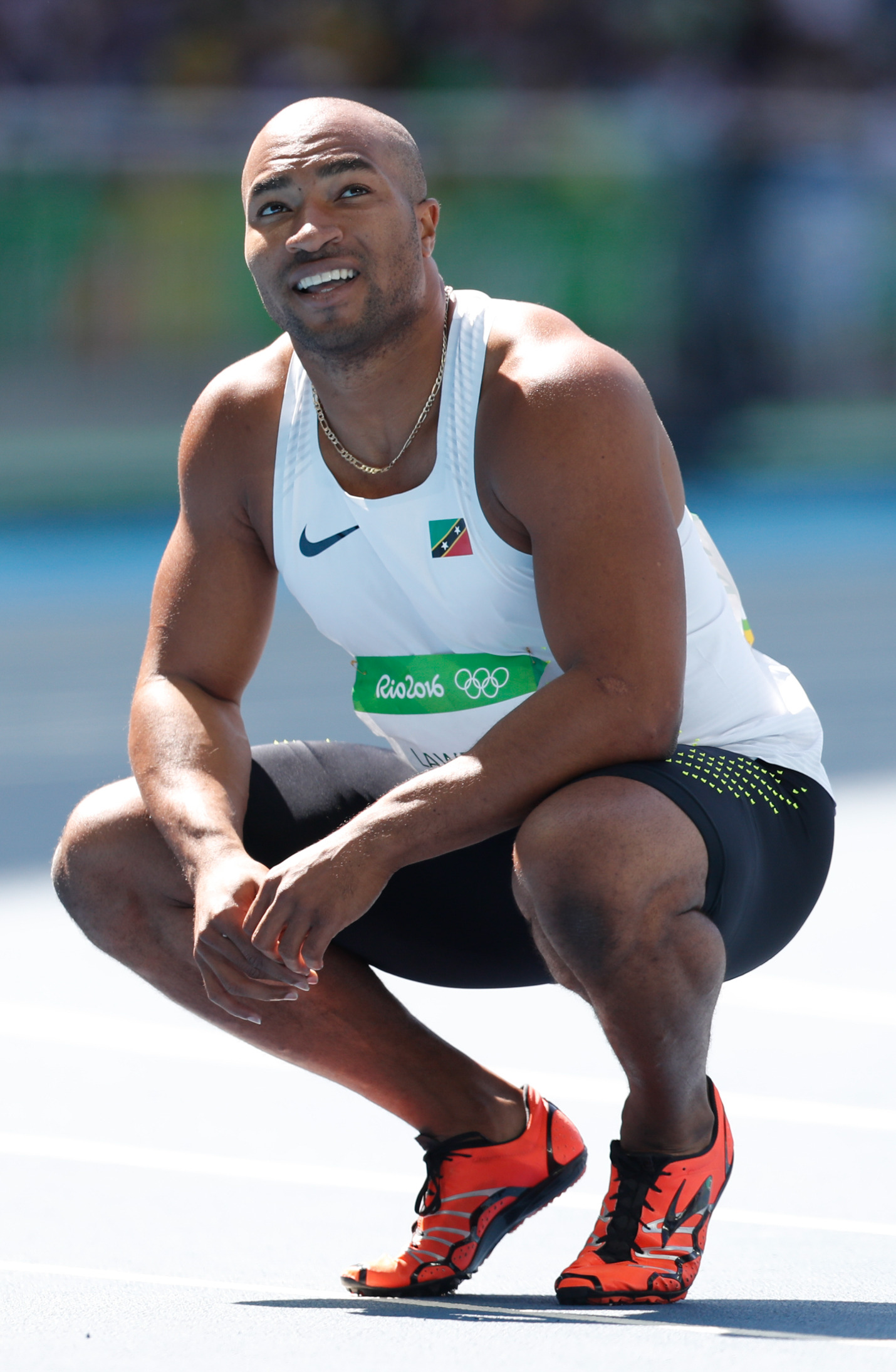
Brijesh Lawrence

Brijesh Lawrence (* 27. Dezember 1989 in Basseterre) auch oft BJ Lawrence genannt, ist ein Sprinter von St. Kitts und Nevis.
Bei den Leichtathletik-Weltmeisterschaften 2011 in Daegu schied er über 200 m im Vorlauf aus. In der 4-mal-100-Meter-Staffel gewann er mit dem Quartett aus St. Kitts und Nevis die Bronzemedaille.

## Persönliche Bestzeiten
- 60 m: 6,64 s, 19. Februar 2011, Lincoln
- 100 m: 10,28 s, 26. Mai 2011, Marion
- 200 m: 20,59 s, 28. Mai 2011, Marion
  - Halle: 20,99 s, 19. Februar 2011, Lincoln